# C'è sempre un domani
C'è sempre un domani (Pride of the Marines) è un film del 1945 diretto da Delmer Daves. Prodotto dalla Warner Brothers, il film è interpretato da John Garfield e Eleanor Parker.
Il soggetto del film è tratto da una storia vera.

## Trama
Filadelfia, 1941: Al Schmid è un uomo come tanti altri, che poco o niente si interessa di politica. Operaio in una fabbrica, vive presso l'abitazione dell'amico e collega Jim Merchant e di sua moglie Ella Mae. Al è un giovane impulsivo, pieno di gioia di vivere e con un carattere poco incline ad assumersi le proprie responsabilità. Il destino gli riserva un beffardo scherzo: l'arruolamento nei Marines e la partecipazione alla battaglia di Guadalcanal, dove Al compie un'azione eroica durante un attacco da parte dell'esercito giapponese, ma viene ferito agli occhi dallo scoppio di una granata e resta cieco.
Tornato in America, viene ricoverato all'ospedale militare di San Diego, dove le sue speranze di recuperare la vista vengono stroncate dai medici, che non gli danno nessuna possibilità di guarigione.
Al si rinchiude in se stesso e mette in moto un meccanismo di risentimento e di rifiuto verso il mondo esterno: troppo orgoglioso per confessare il proprio disperato bisogno di aiuto, non vuole interessarsi più di nulla e, soprattutto, non vuole più vedere la fidanzata Ruth Hartley, rifiutandosi di rispondere alle sue lettere e alle sue telefonate, sicuro che la donna sia mossa esclusivamente da sentimenti di pietà nei suoi confronti. Ruth, al contrario, lo ama veramente e riesce a rivederlo grazie all'intervento di Lee Diamond, commilitone di Al, che architetta un incontro tra i due in casa dell'amico Merchant. Al confessa alla fidanzata la propria vulnerabilità, l'incertezza circa i reali sentimenti di lei e il desiderio di poterla avere accanto. Le rassicurazioni di Ruth, la sua devozione e il suo amore sincero convincono Al a riaprirsi con fiducia alla vita, rinsaldando il loro legame.

## Il tema dei reduci
C'è sempre un domani affrontò uno dei maggiori problemi nell'America dell'immediato secondo dopoguerra, ovvero il reinserimento dei veterani e, in modo particolare, il riadattamento alla vita normale di coloro che erano tornati a casa con gravi menomazioni fisiche e con profondi problemi psichici.
Il film contiene alcune sequenze significative, ambientate all'ospedale di San Diego, durante la degenza di Al Schmid, in cui i convalescenti si confrontano discorrendo del futuro che la vita civile riserva loro, affrontando con pessimismo le prospettive di un ritorno a una normale esistenza.
A Hollywood il tema del reinserimento dei reduci è stato trattato in diverse opere, tra cui I migliori anni della nostra vita (1946) di William Wyler e Anime ferite (1946) di Edward Dmytryk.